# Robert D. Blue

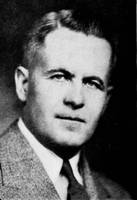
Robert D. Blue

Robert Donald Blue (* 24. September 1898 in Eagle Grove, Iowa; † 13. Dezember 1989 in Fort Dodge, Iowa) war ein US-amerikanischer Politiker und von 1945 bis 1949 der 30. Gouverneur des Bundesstaates Iowa.

## Frühe Jahre und politischer Aufstieg
Robert Blue besuchte das Capital City Commercial College und dann die Iowa State University. Sein Studium wurde aber vom Ersten Weltkrieg unterbrochen, an dem er als Soldat der US Army teilnahm. Nach dem Krieg beendete er seine Ausbildung mit einem Jurastudium an der Drake University. Dort machte er im Jahr 1922 sein juristisches Examen.
Zwischen 1924 und 1931 war Blue Anwalt des Wright County und von 1932 bis 1934 vertrat er die Stadt Eagle Grove juristisch. Blue war Mitglied der Republikanischen Partei. Von 1934 bis 1943 war er Abgeordneter im Repräsentantenhaus von Iowa. Während der letzten beiden Jahre war er Speaker des Hauses. Im Jahr 1942 wurde er als Kandidat seiner Partei zum Vizegouverneur seines Staates gewählt. Damit war er von 1943 bis 1945 Stellvertreter von Gouverneur Bourke B. Hickenlooper, zu dessen Nachfolger er im Jahr 1944 gewählt wurde.

## Gouverneur von Iowa
Blue trat sein neues Amt am 11. Januar 1945 an. Nach einer Wiederwahl im Jahr 1946 konnte er bis zum 13. Januar 1949 im Amt bleiben. Zum Zeitpunkt seines Amtsantritts war der Zweite Weltkrieg noch in vollem Gange. Nach dem Ende des Krieges musste auch in Iowa die Produktion wieder auf den zivilen Bedarf zurückgefahren werden. Die heimkehrenden Soldaten mussten wieder in die Gesellschaft eingegliedert und die Hinterbliebenen der Gefallenen sowie die Kriegsinvaliden versorgt werden. Neben diesen kriegsbedingten Vorgängen entwickelte der Gouverneur ein Rentenprogramm für den öffentlichen Dienst und setzte sich für das Gesundheitswesen ein.
Damals wurde auch die 100. Wiederkehr des Beitritts von Iowa zu den Vereinigten Staaten gefeiert. Aus diesem Anlass wurden vermehrt Stipendien für die Universitäten des Staates vergeben. Trotzdem wurde Blue in Iowa immer unbeliebter. Die Arbeiter, Farmer und Lehrer waren mit einigen seiner Entscheidungen unzufrieden. Den Farmern war beispielsweise die Steuerlast zu groß, während die Lehrer eine Kürzung im Bildungshaushalt beklagten. Aus diesem Grund unterlag er 1948 bereits in den Vorwahlen gegen William S. Beardsley.
Nach dem Ende seiner Gouverneurszeit zog sich Blue aus der Politik zurück. In seiner Heimatstadt Eagle Grove ging er seinen privaten Geschäften nach. Er starb im Dezember 1989 an einem Schlaganfall im Alter von 91 Jahren. Mit seiner Frau Cathlene Beale hatte er zwei Kinder.